# Сельское поселение Балыкла
Сельское поселение Балыкла — муниципальное образование в составе Камышлинского района Самарской области.
Административный центр — село Старая Балыкла.

## Административное деление
В состав сельского поселения входят:
- село Старая Балыкла,
- село Степановка,
- село Степановские Выселки,
- деревня Новая Балыкла.

## Власть
Глава сельского поселения
- Юсупов Расил Минсагитович — по настоящее время.
- Шарафутдинов Раиль Равилович — до 2009 г.[2]